# Pere I de Savoia
|  | Per a altres significats, vegeu «Pere I». |

Pere I de Savoia (1048 - 9 de juliol de 1078) fou el comte de Savoia i Marquès de Torí entre 1060 i 1078.

## Orígens familiars
Va néixer el 1048 sent fill del comte Odó I de Savoia i Adelaida de Susa. Era net per línia paterna d'Humbert I de Savoia i Ancilla de Lenzbourg, i per línia materna d'Ulric Manfred I de Torí i Berta de Toscana.

## Ascens al tron comtal
A la mort del seu pare l'any 1060 fou nomenat comte de Savoia i marquès de Torí juntament amb el seu germà Amadeu, si bé el poder reial i efectiu sobre el comtat de Savoia estigué en mans de la seva mare, Adelaida de Susa.
A la seva mort, ocorreguda el 9 de juliol de 1078, fou succeït pel seu germà Amadeu II, amb el qual compartí govern.

## Núpcies i descendents
Va casar-se l'any 1064 amb Agnès de Poitou, filla del duc Pere Guillem IX d'Aquitània i Ermessenda de Longwy i vídua del rei Ramir I d'Aragó. D'aquesta unió van néixer:
- Agnès de Savoia (v 1066-1110), casada el 1080 amb Friedrich von Lützelburg, marquès de Susa.
- Àlix de Savoia (?-1111), casada el 1099 amb Bonifaci del Vasto, marquès de Saluzzo.
- Berta de Savoia (v 1075-1111), casada el 1097 amb el rei Pere I d'Aragó.